# Byun Jung-soo
Byun Jung-soo (15 de abril de 1974) es una modelo y actriz surcoreana. 

## Carrera
Como modelo en la década de 1990, desfiló en las pasarelas de Seúl, París y Nueva York, en particular, para la marca Kenzo.
Comenzó a actuar en el 2002, y ha protagonizado series como Women Next Door (2003), You're Not Alone (2004), Can Love Be Refilled? (2005), The Last Scandal of My Life (2008) y Manny (2011).
En 2005 se convirtió en directora creativa de la marca de ropa Ellahoya, cuando lanzó su línea de alta gama en el Hyundai Home Shopping Network.
Conocida por su estilo elegante, en el 2008 se convirtió en la anfitriona del Talk show Oliva Espectáculo, que contó con tendencias de la moda. Byun también creó la línea de maquillaje Licht en 2009, y ha escrito tres libros.

## Filmografía

### Serie de televisión
| Año    | Título                            | Red                   |      |
| ------ | --------------------------------- | --------------------- | ---- |
| 2002   | Man in Crisis                     | MBC                   |      |
| 2002   | Shoot for the Stars               | SBS                   |      |
| 2003   | The Bean Chaff of My Life         | MBC                   |      |
| 2003   | Women Next Door                   | MBC                   |      |
| 2003   | First Love                        | SBS                   |      |
| 2004   | The Woman Who Wants to Marry      | MBC                   |      |
| 2004   | You're Not Alone                  | SBS                   |      |
| 2004   | Wives on Strike                   | SBS                   |      |
| 2005   | Can Love Be Refilled?             | KBS2                  |      |
| 2006   | What's Up Fox                     | MBC                   |      |
| 2007   | Bad Couple                        | SBS                   |      |
| 2008   | The Last Scandal of My Life       | MBC                   |      |
| 2009   | Style                             | SBS                   |      |
| 2010   | Pasta                             | MBC                   |      |
| 2010   | Marry Me, Please                  | KBS2                  |      |
| 2011   | Manny                             | tvN                   |      |
| 2011   | Hooray for Love                   | MBC                   |      |
| 2013   | Drama Special "Their Perfect Day" | KBS2                  |      |
| 2013   | The Queen's Classroom             | MBC                   |      |
| 2013   | Ruby Ring                         | KBS2                  |      |
| 2014   | Legendary Witches                 | MBC                   |      |
| 2017   | Band of Sisters                   | SBS                   |      |
| 2020   | Diary of a Prosecutor             | exesposa de Jo Min-ho | JTBC |
| 2021 - | Melancholia                       | Yoo Hye-mi            | tvN  |

### Cine
| Año  | Título                         | Rol                         | Notas                              |
| ---- | ------------------------------ | --------------------------- | ---------------------------------- |
| 2002 | Marrying the Mafia             | (cameo)                     |                                    |
| 2003 | If You Were Me                 | Madre                       | segmento: "The Man with an Affair" |
| 2011 | White: The Melody of the Curse | representante de la agencia |                                    |

### Programas de variedades
| Año  | Programa            | Notas                              |
| ---- | ------------------- | ---------------------------------- |
| 2019 | Busted! 2           | invitada - (ep. #7)                |
| 2019 | King of Mask Singer | concursó como "Madam" - (ep. #213) |